# Claudio Cecchetto
Claudio Cecchetto (Ceggia, 19 aprile 1952) è un produttore discografico, disc jockey, conduttore radiofonico e conduttore televisivo italiano.
Conduttore di svariate edizioni dei più importanti festival musicali italiani, dal Festival di Sanremo al Festivalbar, e di numerose trasmissioni musicali italiane, nel corso della sua carriera ha fondato e portato al successo Radio Deejay.
È conosciuto anche per essere stato il talent scout di numerosi artisti musicali e televisivi famosi, tra cui Gerry Scotti, Jovanotti, Fiorello, Amadeus, Nicola Savino, Marco Baldini, gli 883, Linus, Paola & Chiara, Sabrina Salerno, Sandy Marton, Tracy Spencer, Taffy, Vernice, Via Verdi, Marco Mazzoli, Daniele Bossari, Fabio Volo, Leonardo Pieraccioni, DJ Francesco e i Finley.

## Biografia

### Da Radio Milano International al Festival di Sanremo (1975 - 1982)

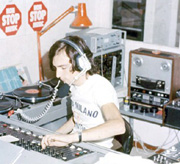
Claudio Cecchetto alla console di Radio Milano International nel 1975

Dopo il diploma di perito termotecnico conseguito all'ITIS G. Feltrinelli di Milano, si iscrive, per volontà dei genitori, alla facoltà di Scienze delle preparazioni alimentari (ora diventata Scienze e tecnologia alimentare) dell'Università Statale di Milano. Inizia a fare il disc jockey alla discoteca Pink Elephant e poi al Panthea. Nel 1975 lascia gli studi per dedicarsi completamente alla musica. Approda nell'aprile 1975 alla prima radio privata milanese, Radio Milano International, e dopo qualche anno a Radio Studio 105, primo network radiofonico italiano e, contemporaneamente, lavora anche come disc jockey alla discoteca Divina di Milano. Dal 1978 al 1979 conduce, presentandosi semplicemente come Claudio, due edizioni di Chewing Gum, il primo programma musicale di Telemilano 58 (la futura Canale 5, la cui direzione artistica era affidata a Mike Bongiorno, il suo scopritore).
Nel 1979 fa la sua prima apparizione in RAI con Discoring (trasmissione ideata da Gianni Boncompagni) insieme ad Awana Gana e Rosanna Napoli, esperienza che lo porta nel febbraio 1980, voluto dall'organizzatore Gianni Ravera, a condurre il suo primo Festival di Sanremo con Roberto Benigni e Olimpia Carlisi. Della manifestazione canora presenterà anche le successive due edizioni: Sanremo 1981, che ha come sigla delle tre serate il Gioca Jouer e anche Sanremo 1982. Sempre nello stesso anno conduce insieme a Pippo Franco e Laura Troschel Scacco matto, programma del sabato sera di Rai 1 legato alla lotteria di Capodanno, con la regia di Pier Francesco Pingitore.
Il 1981 è un anno professionalmente importante per Cecchetto: non solo lancia il Gioca Jouer, prodotto da Giancarlo Meo e Claudio Simonetti (autore ed esecutore della musica), singolo tra i più venduti in Italia quell'anno, ma conduce, oltre al Festival di Sanremo, anche il varietà del sabato sera di Rai 1 Fantastico 2 con i magnifici 7: Claudio Cecchetto, Heather Parisi, Gigi Sabani, Romina Power, Walter Chiari, Oriella Dorella e Memo Remigi.
Gigi Vesigna e Rosanna Mani lo chiamano a presentare Vota la voce, referendum popolare indetto annualmente dal settimanale TV Sorrisi e Canzoni, dove i lettori decretavano i cantanti del momento che poi venivano premiati sul palco con un Telegatto. La manifestazione musicale Vota la voce è stata presentata da Cecchetto dal 1980 al 1986.

### Fininvest e Radio Deejay
Dopo aver presentato nel 1982 la sua terza edizione consecutiva del Festival di Sanremo, passa alla neonata Canale 5 dove conduce la trasmissione musicale Popcorn e la prima edizione del noto varietà di prima serata Premiatissima, insieme ad Amanda Lear. Sempre nel 1982 decide di tornare anche nel mondo della radio, ma stavolta fondando Radio Deejay, nuova emittente radiofonica di sua proprietà, tuttora attiva e tra le più seguite in Italia. Nell'estate 1983 comincia la sua esperienza di conduttore del Festivalbar, in onda per la prima volta su Canale 5. A seguire presenterà cinque edizioni consecutive, affiancato via via da diverse co-conduttrici. Sempre nel 1983 ha l'idea di trasformare in versione televisiva la sua Radio Deejay, mantenendo in comune presentatori e ritmo della trasmissione; realizza infatti DeeJay Television, contenitore di videoclip musicali in onda inizialmente la notte del sabato su Canale 5 e che, a partire dall'autunno dell'anno successivo, avrà una programmazione giornaliera su Italia 1.
A dimostrazione del suo grande successo tra il pubblico giovanile, il programma vince il Telegatto come Miglior trasmissione musicale sia nel 1984 che nel 1985. Nell'ambito di questa trasmissione (dal 1983 al 1990) porta al debutto televisivo, tra gli altri, Gerry Scotti, Amadeus, Jovanotti, Fiorello e Leonardo Pieraccioni. Il 1984 lo vede come protagonista, oltre che di Deejay Television e del Festivalbar, anche di Azzurro, mentre l'anno successivo, nel 1985, presenta lo spettacolo di Italia 1 Zodiaco. Dal 1984 al 1985 conduce Supersanremo in coppia con Gabriella Golia. Il programma, trasmesso su Italia 1, riproponeva a un mese di distanza tutte le canzoni presentate quell'anno al Festival.

### Produttore etalent scout
Nel 1984 esordisce come produttore discografico, creando l'etichetta discografica Ibiza Records e producendo per Sandy Marton il singolo People from Ibiza, destinato al successo internazionale. Nel 1986 lancia nel mondo della musica altri artisti come Sabrina Salerno, che ottiene un grande successo in tutto il mondo con Boys Boys Boys. E poi Taffy con I love my radio, Tracy Spencer con Run to me e i Via Verdi con Diamond, che prendono parte all'edizione di Azzurro 1986, vincendola.

Cecchetto conduttore del Festivalbar 1986, mentre festeggia con la collega Susanna Messaggio (a destra) e la vincitrice dell'edizione, Tracy Spencer (a sinistra), scoperta dallo stesso Cecchetto.

La fine degli anni 1980 segna così l'avvio della sua carriera di talent scout, che gli permette di lanciare nel mondo della musica e della televisione Lorenzo Cherubini, in arte Jovanotti, che debutta a DeeJay Television e poi è protagonista del programma di Italia 1 1, 2, 3 Jovanotti. Nel 1988 produce infatti l'album di debutto del giovane rapper Jovanotti for President. Quell'anno lanciò anche la "location" estiva di Deejay Television, l'Aquafan di Riccione, che diventò ben presto il parco acquatico più famoso d'Italia. Nel 1989 incontra Fiorello, che porta al debutto sia radiofonico nel 1990 con la trasmissione Viva Radio Deejay (con Marco Baldini), che discografico, producendo per lui diversi album e singoli, da Veramente falso a Spiagge e lune.
Nel 1990 crea l'etichetta discografica «Free Records Independent» producendo per Fiorello l'album Veramente falso. Nel 1991 produce Jovanotti con l'album Una tribù che balla, poi Amadeus con Saltellare, M.C. Luigi & W Radio Deejay Team con Wooo (Dighidi dagada), Sandy Marton con People from Ibiza, Ronco con Going C'mon, Molella con Revolution!, i Rossovivo, gli 883 con l'album Hanno ucciso l'Uomo Ragno, Space One con I Got The Rhythm, i Control Unit con Ti sei bevuto il cervello, i Nervosound con Mamma mia, gli N50 con Too Late Too Loud e Caterina con Aeroplano.
Nel 1992, produce gli 883 e collabora alla nuova trasmissione di Italia 1 Karaoke, che consacra il successo di Fiorello come personaggio televisivo. Nello stesso anno conduce il Festival di Castrocaro su Rai 1. Nel 1993 è chiamato da Vittorio Salvetti a condurre la trentesima edizione del Festivalbar, affiancato da Amadeus, Fiorello e Federica Panicucci. Nel 1994 conduce dal Viale Ceccarini di Riccione tre serate in diretta su Rai 1 di Un disco per l'estate, di cui è anche direttore artistico. Co-presentano Martina Colombari e Arianna David.
Nel novembre 1994 Cecchetto cede la sua quota di proprietà di Radio Deejay al Gruppo L'Espresso e si dedica completamente a Radio Capital, emittente milanese già di sua proprietà dal 1983. Dalle frequenze della sua nuova radio lancia tre nuovi personaggi: Marco Mazzoli, Daniele Bossari e Fabio Volo. All'inizio del 1995 organizza con Franco Bosisio la convention annuale della Swatch. L'idea è quella di fare uno spettacolo condotto solo da Fiorello che interagisca con tutti i suoi ospiti: il Fiorello Show. La proposta piace anche a Canale 5 che lo trasmette il 29 gennaio 1995, in prima serata, con un'audience da record (33 percento di share con 8.367.000 telespettatori).
Nel 1996 crea il suo secondo network radiofonico trasformando Radio Capital in emittente nazionale. Durante l'estate ha aperto la sede di Riccione, in viale Ceccarini, dove dal balcone della radio fa esibire i cantanti che vengono a trovarlo. Questa iniziativa in riviera è ricordata simpaticamente con il nome di "Un balcone per l'estate". Alla fine dell'anno Radio Capital è ceduta sempre al Gruppo L'Espresso che vuole costituire un "polo" radiofonico italiano affiancandola a Radio Deejay. Dal teatro Ariston di Sanremo, nel 1996, conduce con Simona Ventura Sanremo Giovani 1996. L'anno successivo debutta come produttore cinematografico con Jolly Blu distribuito da Medusa, film con protagonisti gli 883. La critica non fu benevola; per contro, la prima TV su Italia 1 fece quasi 4 milioni e il 15 percento di share. Nel 1997 Cecchetto ha presentato Sanremo Rock 1997 e nello stesso periodo ha collaborato con Radio 2 sede di Milano, come consulente del direttore Stefano Gigotti. Nacquero due nuovi programmi, New Hit Parade e 99 alle 9. In quell'occasione scelse due nuovi conduttori, Petra Loreggian e Massimo Coppola.

### Nuove esperienze televisive e nuove scoperte
Nel 2001 chiama Francesco Facchinetti, figlio di Roby Facchinetti dei Pooh, a Hit Channel (Radio-Tv) e gli propone il programma del pomeriggio. Con DJ Francesco, questo è il nome scelto da Cecchetto per lui, realizza anche il singolo La canzone del capitano che diventa subito una hit.
Torna in televisione nel 2002 chiamato da Pippo Baudo come presidente della Giuria di qualità del Festival di Sanremo 2002, poi come conduttore del Festival di Castrocaro 2002 in coppia con Elenoire Casalegno e infine, insieme a Pippo Baudo, alla conduzione di Destinazione Sanremo su Rai 2. Nel 2004 con Il mondo insieme a te lancia la carriera da solista di Max Pezzali, voce e leader degli 883, che ha seguito anche negli anni seguenti. Nel 2006 ha portato al successo i Finley, gruppo pop-rock di Legnano.
In occasione del 25ennale della pubblicazione del GiocaJouer, realizza le versioni internazionali del brano (in inglese, francese, tedesco, spagnolo, cinese) e un videoclip girato in tutto il mondo con il GiocaJouer ballato da tutti i popoli incontrati durante il viaggio. Ha partecipato in qualità di giurato a diverse edizioni del Festival di Sanremo e in alcuni talent show, come Ti lascio una canzone e Io canto del regista Roberto Cenci. Nel 2009 interpreta se stesso nella serie TV I Cesaroni 3. Nel 2010-2011 è giudice di Io canto e nel 2013 è caposquadra.

Nel 2014 Cecchetto ha pubblicato la sua autobiografia In diretta. Il Talento è un dono, il successo un mestiere, edita da Baldini & Castoldi. Nel 2015 è presidente della Giuria di qualità del Festival di Sanremo condotto da Carlo Conti. Gli altri componenti della giuria sono Carlo Massarini, Massimo Bernardini, Andrea Mirò, Camila Raznovich, Marino Bartoletti, Paolo Beldì e Giovanni Veronesi. Il 26 agosto 2017 è di nuovo presidente della giuria al 60º Festival di Castrocaro presentato da Rossella Brescia e Marco Liorni con la partecipazione di Sergio Friscia.

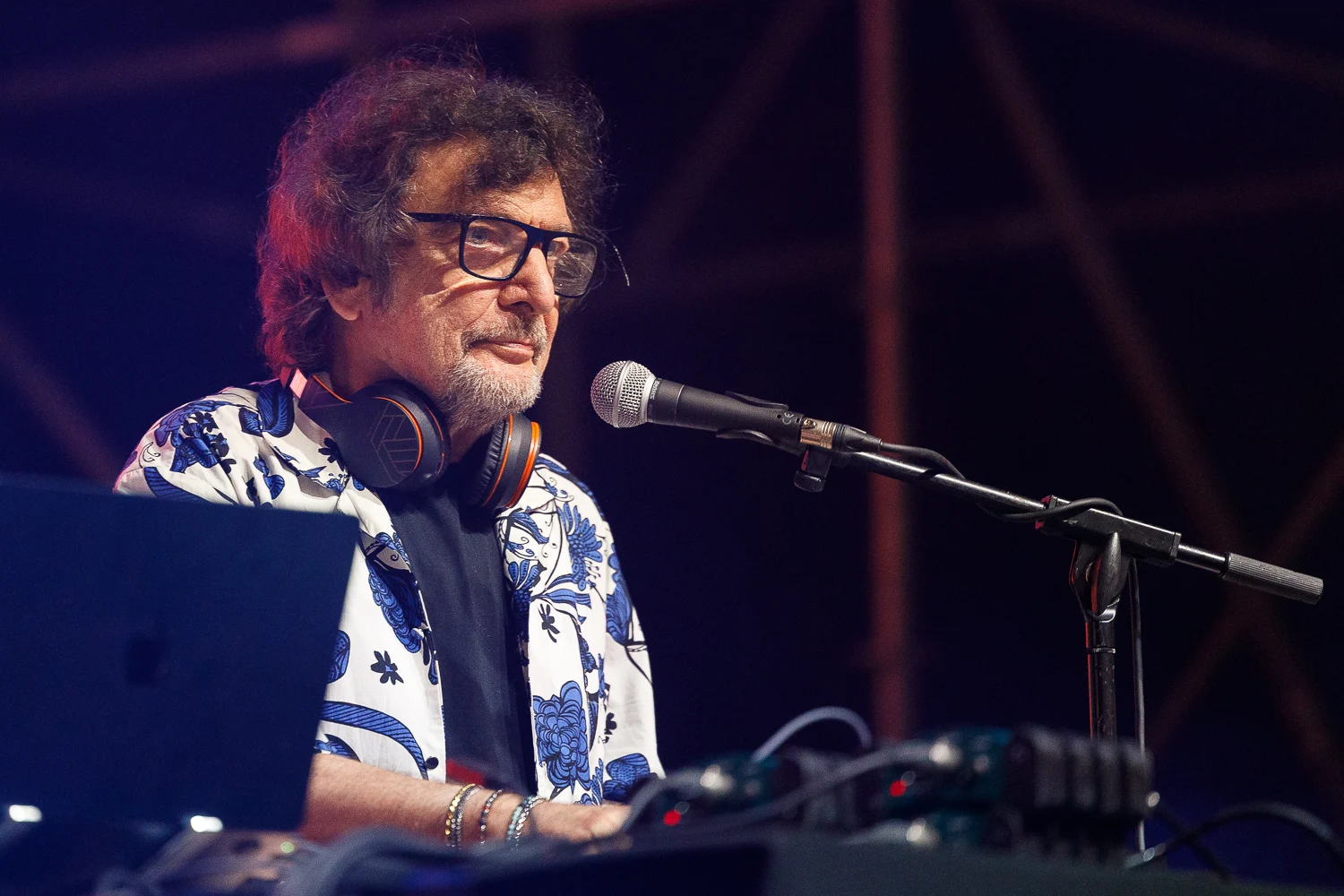
Foto scattata durante l'esibizione di Claudio Cecchetto a Mondovì, estate 2025

Nell'estate 2018 presenta il suo progetto di Misano Marittima, un distretto di Misano Adriatico destinato a diventare una "città intelligente" sulla costiera romagnola. Nell'estate 2019 verranno presentate le prime novità. Dal 9 all'11 novembre è stato ospite-relatore di un progetto di Cultura Italiae (S.E.M.I. Storie di eccellenza, merito e innovazione).
Dal 2019 ricopre il ruolo di direttore artistico del parco divertimenti Zoomarine, a Pomezia.
Il 19 aprile 2023 (giorno del suo compleanno) fonda la sua terza radio: dopo Radio Deejay e Radio Capital nasce Radio Cecchetto, che trasmette sul web e in DAB.
Il 20 dicembre 2023 Rai 1 trasmette il film documentario, dedicato a Claudio, People from Cecchetto, con interviste ai diversi personaggi scoperti da lui. Regia di Emanuele Imbucci. Il 1º febbraio 2024, 42 anni dopo Radio Deejay, nasce «Riccione On Air», la seconda radio web creata da Claudio Cecchetto.

### Attività politica
Nel maggio 2019 si candida come sindaco di Misano Adriatico con la lista civica W Misano Viva arrivando secondo con 2.490 voti; viene eletto consigliere di minoranza e si dimetterà nel febbraio del 2022.
In concomitanza con il suo settantesimo compleanno, il 19 aprile 2022, ha annunciato la sua candidatura a sindaco di Riccione in occasione delle elezioni amministrative. Cecchetto, con l’8,9% e 1.475 voti, arriva terzo dietro ai candidati di centro-destra e centro-sinistra ed entra in consiglio comunale. Nel dicembre 2023 si dimette da consigliere per collaborare attivamente con la giunta per gli eventi e la valorizzazione della città.

## Scopritore di talenti
Fino a metà degli anni 1990 si è distinto per aver portato al successo, grazie alle etichette discografiche di sua fondazione, la Ibiza Records e la FRI (Free Records Independent) in collaborazione con Pier Paolo Peroni, un gran numero di artisti che si sono successivamente affermati nel mondo della musica, della televisione e anche del cinema.
Il primo personaggio scoperto da Cecchetto è stato lo jugoslavo Sandy Marton, che ha incontrato un notevole successo internazionale con la canzone “disco” People from Ibiza. Nel corso degli anni ottanta Cecchetto ha lanciato, attraverso le sue trasmissioni, Gerry Scotti, Amadeus, Leonardo Pieraccioni e Jovanotti, di cui ha curato anche la produzione discografica fino a metà anni novanta. Nel campo della musica ha poi portato al successo Sabrina Salerno, i Via Verdi e le britanniche Taffy e Tracy Spencer. Ha fatto conoscere al grande pubblico gli 883, e nei primi anni novanta ha anche portato al debutto radiofonico Fiorello, affiancato da Marco Baldini, che ha poi ottenuto un clamoroso successo grazie alla trasmissione televisiva Karaoke. Anche per Fiorello ha curato numerosi album musicali. Ha tenuto a battesimo le carriere di Beppe Fiorello, Marco Mazzoli, Daniele Bossari e Fabio Volo. Luca Laurenti ha lavorato con lui dal 1992 al 1995 a Radio DeeJay, nel programma Baldini-Ama-Laurenti, per poi passare a Radio Capital e condurre insieme ad Amadeus e DJ Angelo il programma Due meno dieci. Cecchetto inoltre ha curato la produzione discografica da solista di Max Pezzali, voce e “anima” degli 883. Infine ha lanciato Francesco Facchinetti (inizialmente soprannominato DJ Francesco) e la band dei Finley.

## Vita privata
Dal 1992 è sposato con Maria Paola Danna (detta "Mapi"), dalla quale ha avuto due figli: Jody Daniele (nato il 7 giugno 1994), attore e conduttore radiofonico, e Leonardo (nato il 20 marzo 2000).

## Televisione
- Chewing Gum (Telemilano 58, 1978-1979)
- Discoring (Rete 1, 1979-1982)
- Scacco matto (Rete 1, 1980-1981)
- Festival di Sanremo (Rete 1, 1980-1982)
- Vota la voce (Canale 5, 1980-1986)
- Fantastico 2 (Rete 1, 1981-1982)
- Premiatissima (Canale 5, 1982)
- Popcorn (Canale 5, 1983-1984)
- Stramilano ballando (Canale 5, 1983)
- Festivalbar (Canale 5, 1983-1984, 1986-1987; Italia 1, 1993)
- DeeJay Television (Canale 5, 1983-1984; Italia 1, 1984-1990)
- Azzurro (Italia 1, 1984, 1987)
- Supersanremo (Italia 1, 1984-1985)
- Zodiaco (Italia 1, 1985)
- Festival di Castrocaro (Rai 1, 1993, 2002, 2017)[16]
- Un disco per l'estate (Rai 1, 1994)
- Sanremo Giovani (Rai 1, 1996)
- Sanremo Rock (Rai 1, 1997)
- Sanremo Rock and trend (Rai 1, 1999)
- Destinazione Sanremo (Rai 2, 2002)
- Ti lascio una canzone (Rai 1, 2008-2009) Giudice
- Io canto (Canale 5, 2010-2011, 2013)[17]
- Roma Caput Disco (Rai 5, 2021)
- People from Cecchetto (Rai 1, 2023)

## Pubblicità
- Buondì Motta (primi anni 80)

## Opere
- Claudio Cecchetto, In diretta. Il talento è un dono il successo un mestiere, Baldini & Castoldi, 2014, ISBN 9788868527266.

## Discografia
- 1981 – Gioca-Jouer/Gioca-Jouer (Instrumental version) (Hit Mania, HIT 45009)
- 1981 – Ska' chou chou ('82)/Mr. Bunch (ciao a tutti) (Fonit Cetra, SP 1761) (con la Dee Jay's Gang)
- 1982 – Fotostop/Fotostop (No Stop version) (Deejay, DJ 582) (con la Crazy Gang)
- 1990 – Claudio Cecchetto presenta Disco Collection 70
- 1994 – Claudio Cecchetto Collection - Disco '80 VOL. 1 & 2
- 1995 – Claudio Cecchetto presenta Venerdi 70 - Volume 1 & 2
- 1996 – Cecchetto Compilation (raccolta di altri artisti che si conclude con il Gioca Jouer)
- 1997 – Claudio Cecchetto presenta Radiottanta - 2 CD
- 2005 – Claudio Cecchetto presenta Dj Collection - CD Compilation Sorrisi e Canzoni Tv

## Videoclip
- Viaggio al centro del mondo degli 883 (1999)
- Sempre noi di Max Pezzali con la collaborazione di J-Ax (2012)  VIDEO: Max Pezzali - Sempre noi ft J-Ax (Official Video), su YouTube.
- Le canzoni alla radio di Max Pezzali (2017)